# Цветные бекасы (род)
Цветные бекасы (лат. Rostratula) — род птиц из одноимённого семейства. В состав рода включают два существующих вида: цветного бекаса (Rostratula benghalensis) и редкого австралийского цветного бекаса (Rostratula australis), а также один вымерший — † Rostratula minator (описан из плиоцена ЮАР). Распространены в Африке, Азии и Австралии.